# André Petersson
André Petersson (ur. 11 września 1990 w Olofström) – szwedzki hokeista, reprezentant Szwecji.

## Kariera
- Tingsryds AIF J18 (2005−2006)
- HV71 J18 (2006–2007)
- HV71 J20 (2006–2009)
- HV71 (2008–2011)
  -  Borås HC (2009/2010)
- Binghamton Senators (2011–2014)
- Ottawa Senators (2012)
- Norfolk Admirals (2014)
- HK Soczi (2014–2017)
- Awangard Omsk (2017–2018)
- Barys Astana (2018–2019)
- Dinamo Moskwa (2019–2020)
- Łokomotiw Jarosław (2020–2021)
- Dinamo Moskwa (2021–2022)
- HV71 (2022-)

W drafcie NHL z 2008 wybrany przez kanadyjski klub Ottawa Senators. Do 2011 grał w lidze szwedzkiej w barwach HV71. W kwietniu tego roku został zawodnikiem ww. klubu z Ottawy, jednak w sezonie NHL (2011/2012) rozegrał tylko jeden mecz (21 stycznia 2012), a poza tym przez kolejne trzy sezony do 2014 grał w zespole farmerskim w AHL. W marcu 2014 został przetransferowany do Anaheim Ducks i przekazany do jego zespołu farmerskiego także w AHL.
W czerwcu 2014 został zawodnikiem rosyjskiego klubu HK Soczi, występującego w rozgrywkach KHL od edycji 2014/2015. W czerwcu 2015 przedłużył tam kontrakt o dwa lata. Po trzech sezonach w Soczi, w lipcu 2017 przeszedł do Awangarda Omsk. W czerwcu 2018 został graczem kazachskiego klubu Barys Astana, także w KHL. W czerwcu 2019 przetransferowany do Dinama Moskwa. W maju 2020 został ogłoszony jego transfer do Łokomotiwu Jarosław. W grudniu 2021 ponownie został zawodnikiem moskiewskiego Dinama. W trakcie fazy play-off sezonu 2021/2022 w połowie marca 2022 odszedł z klubu. Od czerwca 2022 ponownie w klubie HV71.
Uczestniczył w turniejach mistrzostw świata juniorów do lat 18 edycji 2007, 2008, mistrzostw świata juniorów do lat 20 edycji 2009, 2010. W późniejszych latach został reprezentantem kadry seniorskiej Szwecji.
Ma dwoje dzieci, z których syn urodził się w Kazachstanie.

## Sukcesy
Reprezentacyjne
- Srebrny medal mistrzostw świata juniorów do lat 20: 2009
- Brązowy medal mistrzostw świata juniorów do lat 20: 2010

Klubowe
- Brązowy medal TV-Pucken: 2007 HV71 J18
- Srebrny medal mistrzostw Szwecji: 2009 z HV71
- Złoty medal mistrzostw Szwecji: 2010 z HV71
- Pierwsze miejsce w Dywizji Czernyszowa w sezonie zasadniczym KHL: 2019 z Barysem Astana
- Brązowy medal mistrzostw Rosji: 2020 z Dinamem Moskwa

Indywidualne
- Mistrzostwa Świata Juniorów w Hokeju na Lodzie 2010/Elita:
  - Pierwsze miejsce klasyfikacji strzelców turnieju: 8 goli (ex aequo z Jordanem Eberle)[14]
  - Szóste miejsce w klasyfikacji kanadyjskiej turnieju: 11 punktów[15]
  - Jeden z trzech najlepszych zawodników reprezentacji
  - Skład gwiazd turnieju
- European Trophy 2011: najlepszy napastnik edycji
- AHL (2011/2012): najlepszy pierwszoroczniak miesiąca – styczeń 2012
- KHL (2014/2015):
  - Najlepszy napastnik tygodnia – 18 stycznia 2015
  - Mecz Gwiazd KHL
- KHL (2016/2017):
  - Najlepszy napastnik tygodnia – 28 sierpnia 1016
- KHL (2018/2019):
  - Najlepszy napastnik tygodnia – 7 lutego 2019[16]
  - Najlepszy napastnik miesiąca – luty 2019[17]
- KHL (2019/2020): nagroda Najlepsza Trójka dla tercetu najskuteczniejszych strzelców ligi (oraz Dmitrij Jaškin i Wadim Szypaczow): łącznie 34 gole